# Автоматисты
Автоматисты (фр. Les Automatistes) — объединение канадских художников-абстракционистов, осуществляющих свою творческую деятельность в Монреале, в период с 1946 по 1951 гг. Автоматисты были первой канадской художественной группой, которая отказалась от фигуративной живописи.

## История движения
Движение было основано Полем-Эмилем Бордюа в 1942 году. Отправной точкой развития движения считается показ 45 работ, которые представил Бордюа в Эрмитажном театре в Монреале с 25 апреля по 2 мая 1942 года. Под своим попечительством Бюрдюа собрал группу молодых художников, среди которых были: Марсель Барбо, Жан-Поль Риопель, Пьер Говро, Фернан Ледук, Рожер Фото и Жан-Поль Морсо. Встречи группы проходили в студии Бордюа. В основном, темы дискуссий были посвящены сферам, которые противоречили религиозным убеждениям. Во главе с Бордюа, молодые художники говорили о марксизме, сюрреализме и психоанализе. В дальнейшем, эти темы найдут непосредственное отражение в работах автоматистов.
Первая персональная выставка автоматистов состоялась в 1946 году в заброшенном магазине на улице Амхерст в Монреале.
С 15 февраля по 1 марта 1947 года прошла вторая выставка объединения. На этой выставке молодые художники получили своё имя Автоматисты «Les Automatistes».
В 1948 году Бордюа вместе с шестнадцатью художниками и интеллектуалами публикует манифест под громким названием «Отвержение всего» («Полный отказ»; фр. Le Refus Global). Этот манифест представляет собой важный документ в истории культуры Квебека. Он отвергает все культурные, социальные и политические нормы и ценности Квебека 40-50х годов, в котором авторитарно правил консервативный и клерикальный режим Мориса Дюплесси. Манифест призывал к свободе, независимости и великой анархии. «Бога нет» — вот основная идея манифеста. Такие радикальные мысли выразили бурю негодования в обществе. Начиная с визуальной формы искусства, автоматисты распространили свои идеи на театр и литературу. Кроме того, автоматисты оказали огромное влияние на общественную и политическую жизнь страны. Их движение стало предтечей «Тихой революции» 1960—1970-х гг.

## Особенности и основные идеи
Психоанализ и сюрреализм — два основных источника вдохновения автоматистов. Что касается Бордюа, он вдохновлялся французским поэтом Андре Бретоном, который использовал автоматическое письмо. Бордюа хотел перенести идею спонтанного автоматического письма на холст.
Бордюа описывал их новое направление как искусство, полностью посвященное исследованию внутреннего мира человека. Основная идея при создании произведений автоматистов заключалась в том, что глубокое, внутреннее намерение может быть выражено через автоматические действия(действия, не имеющие конкретного направления), без вмешательства сознания.
Автоматисты, как и их «европейские вдохновители» сюрреалисты, предпочитали следить за игрой разума и экспериментировать с формой и цветом. Работы автомативистов отличаются разнообразием оттенков и текстур. Действительно, чтобы уловить их суть необходимо «включить» бессознательное. Этим автомативисты похожи с художниками-сюрреалистами.
Поль-Эмиль Бордюа различал три типа автоматизма: механический, психологический и сверхрациональный.
- Механический: «создание произведения посредством наложения царапин, потертостей и вращения.»
- Психический: в литературе: «создание произведения с меньшим давлением критики».
- Сверхрациональный: «непредвзятое пластичное письмо. Форма не порождает другую до тех пор, пока не возникает единство или потребность к разрушению».

## Наиболее известные художники-автоматисты
- Поль-Эмиль Бордюа
- Жан-Поль Риопелль
- Рожер Фото
- Пьер Говро
- Жан-Поль Мусо
- Фернан Ледук